# Poșta (Cilibia), Buzău
Poșta (în trecut, și Jugureni sau Căldărușa-Jugureni) este un sat în comuna Cilibia din județul Buzău, Muntenia, România. Se află în estul județului, în Câmpia Bărăganului.